# Derechos territoriales
Los derechos territoriales del Estado son facultades o derechos sobre un territorio, donde el Estado a través de diversos actos, ejerce su poderío y soberanía. Se ubican dentro del Derecho Internacional Público, y giran en torno a cuatro aspectos importantes: el territorio propiamente dicho (con el subsuelo y espacios acuosos correspondientes), las demás partes que lo integran (como el espacio marítimo y aéreo), la soberanía territorial y las fronteras.